# Васильево (Кизнерский район)
Васильево (удм. Чукырча) — село в Старокармыжском сельском поселение Кизнерского района Удмуртии.

## Географические данные
Село расположено на юге района, на берегу реки Арвазь, в 25 км от районного центра и ближайшей железнодорожной станции — посёлка Кизнер.

## История
Приход села Васильевское (Чекурча) открыт в 1884 году, в его состав вошли селения, ранее входившие в приход церкви Бемышевского завода. Строительство деревянной церкви завершено в 1888 году, и 7 февраля 1889 года храм освящён во имя Святого Василия Великого. В состав прихода входили: село Васильевское, починки Новотроицкий, Городилов, Калугин, деревни Ишека и Айшур.
До революции в селе размещался административный центр Васильевской волости. С 1924 по 1929 годы деревня входила в состав укрупнённой Троцкой волости, которая после реформы 1924 года включала селения упразднённых Васильевской, Староятчинской и Троцкой волостей Можгинского уезда. В 1929 году в результате районирования Троцкая волость упразднена и село, в составе Васильевского сельсовета, отошло в состав Граховского района. С 1935 по 1956 годы Васильево входило в состав Бемыжского района, а после его упразднения в состав — Кизнерского района.
С 1956 года количество селений Васильевского сельсовета постепенно сокращается, в результате образования новых сельсоветов. Позднее в 2003 году Васильевский сельсовет был окончательно упразднён и село вошло в состав Старокармыжского сельсовета.

## Улицы
- Новая улица
- Улица Пестерево
- Старая улица
- Школьная улица